# Regione di Oti
La regione di Oti (ufficialmente Oti Region, in inglese) è una regione del Ghana, il capoluogo è la città di Dambai.
La regione è stata costituita nel 2019 smembrando una parte della regione del Volta.

## Distretti
La regione è suddivisa in 8 distretti
| Distretto                          | Capoluogo      | Tipo                 |
| ---------------------------------- | -------------- | -------------------- |
| Distretto di Biakoye               | Nkonya Ahenkro | Distretto ordinario  |
| Distretto di Jasikan               | Jasikan        | Distretto ordinario  |
| Distretto di Kadjebi               | Kadjebi        | Distretto ordinario  |
| Distretto municipale di Krachi Est | Dambai         | Distretto municipale |
| Distretto di Krachi Nchumuru       | Chinderi       | Distretto ordinario  |
| Distretto di Krachi Ovest          | Kete Krachi    | Distretto ordinario  |
| Distretto di Nkwanta Nord          | Kpassa         | Distretto ordinario  |
| Distretto di Nkwanta Sud           | Nkwanta        | Distretto ordinario  |